# エイナル・クリスチャンソン
エイナル・クリスチャンソン（Einar Kristjánsson 1925年11月24日 - 1964年4月24日）は、アイスランドのテノール歌手。
レイキャヴィークの生まれ。10歳の時にアイスランド国立少年合唱団に入団。13歳の時に音楽の才能を認められてレイキャヴィーク大学に進学を許され、アイスランド歌唱協会にも所属してパール・イソフルソンやシグルディ・バーキス等に歌唱指導を受けた。1930年からアイスランド政府の助成金を受けてオーストリアに留学したが、すぐにドレスデンに行き、ヴァルデマール・シュテーゲマンの下で声楽を学んだ。1933年にドレスデンでのリヒャルト・シュトラウスの《アラベラ》の上演でエレメール伯爵役を歌ってデビューを飾り、1936年までゼンパー・オーパーの専属歌手を務めた。1936年から1938年までシュトゥットガルト、1938年から1942年までデュースブルク、1942年から1944年までハンブルクの各歌劇場の専属として歌った。1949年からコペンハーゲン王立歌劇場に所属したが、1962年に引退してレイキャヴィークに戻り、後進の指導に専念した。
レイキャヴィークにて没。